# ニューロンドン (コネチカット州)

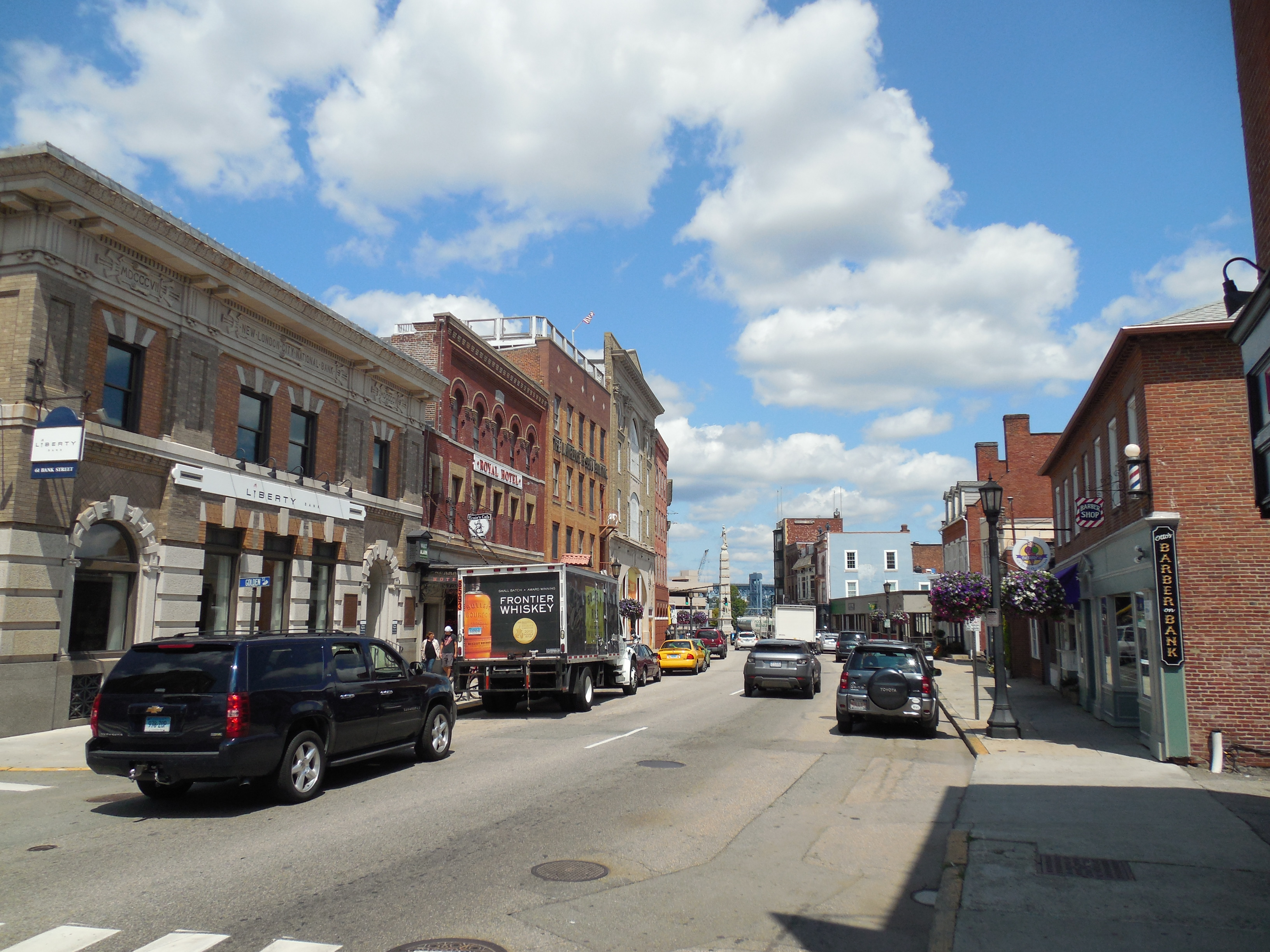
バンクストリート

ニューロンドン（New London）は、アメリカ合衆国コネチカット州のニューロンドン郡にある港湾都市。人口は2万7367万人（2020年）。

## 地理

ニューロンドン郡内の位置

ロングアイランド湾に面している。テムズ川河口に位置する。

## 歴史
ニューロンドンは1646年に設立された。アメリカ独立戦争中にはアメリカ海軍の作戦基地となり、19世紀に捕鯨船の母港であったニューロンドン港はロングアイランド湾で最良の港湾と見なされていた。

## 交通
鉄道は北東回廊の主要駅の一つであるニューロンドン・ユニオン駅があり、アムトラックの旅客列車が発着する。

## 施設
ニューロンドンにはコネチカット・カレッジおよびアメリカ沿岸警備隊士官学校が所在する。ニューロンドン港はアメリカ沿岸警備隊のカッター、チヌーク (USCGC Chinook, WPB-87308) 及びトールシップ、イーグル (USCGC Eagle, WIX-327) の母港であり、アメリカ海軍の17隻の原子力潜水艦の母港である。